# Микрозонд
Микрозонд — прибор для проведения рентгеноспектрального микроанализа (определения атомного состава вещества в малом объёме).
Принцип действия микрозонда следующий: генерируется пучок электронов, который собирается электромагнитными линзами в узкий пучок — электронный зонд. Попадая в образец, электроны выбивают электроны с оболочек атомов вещества и генерируют характеристическое рентгеновское излучение. Каждый элемент излучает на характерном для него наборе частот и может быть по нему идентифицирован. Концентрации элементов определяются по интенсивности излучения.
В настоящее время микрозонд обычно является вариантом растрового электронного микроскопа, оптимизированного для рентгеноспектрального анализа. Поэтому большинство микрозондов может выполнять также функции электронного микроскопа.

## Подготовка образцов
Для выполнения количественного микрозондового анализа поверхность образца должна быть отполирована и очищена. неровности приводят к нетипичному рассеиванию рентгеновских лучей и значительным ошибкам в определении концентрации элементов. Для того чтобы на поверхности диэлектрического образца не накапливался заряд, на него напыляют тонкую токопроводящую плёнку, обычно углерод.

## Ограничения метода
1. Высокий предел обнаружения, можно определить концентрации элементов не ниже 0,01 %
2. Не определяются самые лёгкие элементы, с атомным номером меньше бора.